# Landsat 8

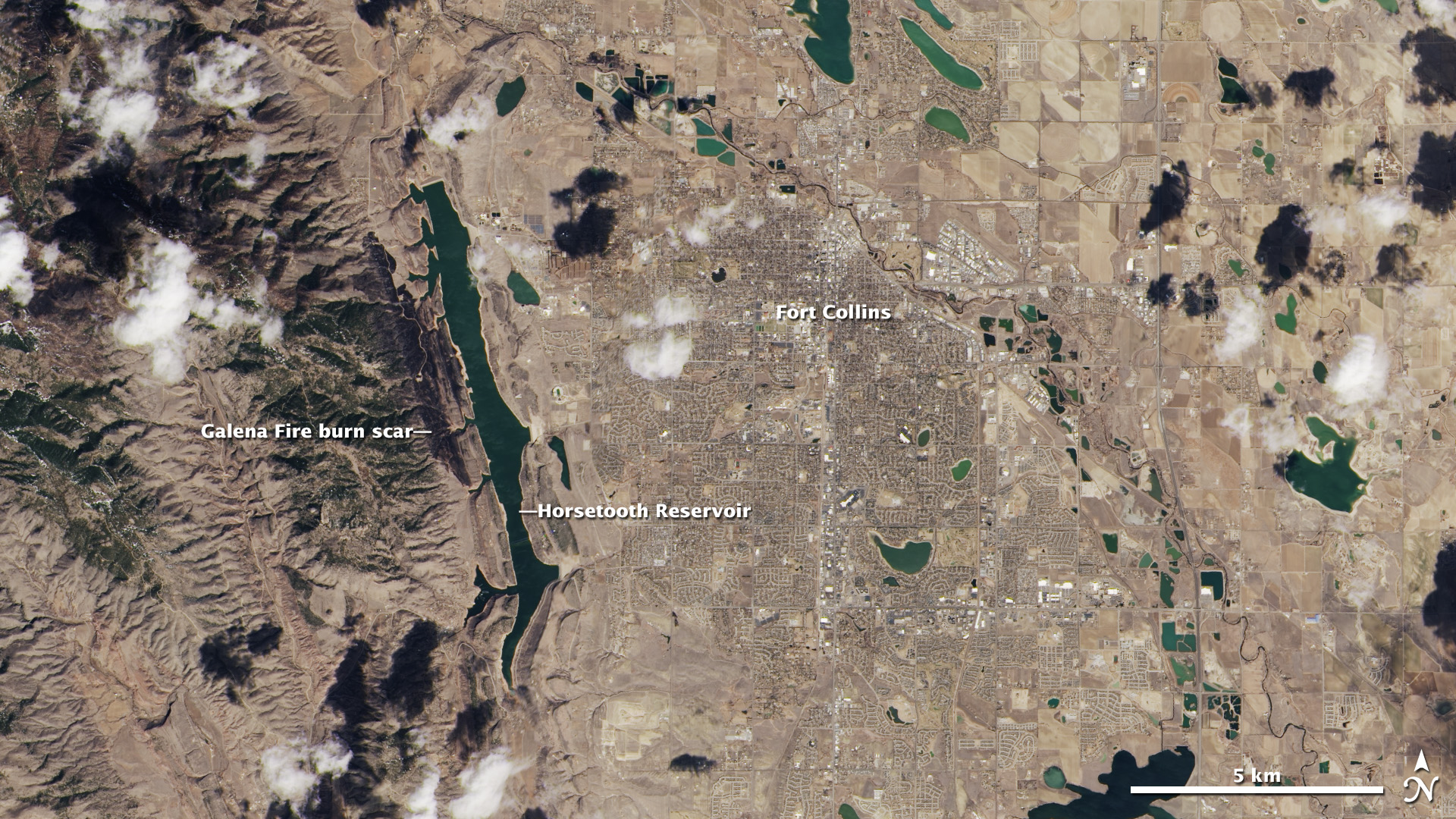
Jeden z pierwszych obrazów z satelity Landsat 8: Fort Collins w Kolorado

Landsat 8 (wstępnie: Landsat Data Continuity Mission) – satelita z amerykańskiego programu Landsat. Wystrzelony przy pomocy rakiety Atlas V 11 lutego 2013 roku z bazy Vandenberg w Kalifornii.

## Misja
Satelita ten został wysłany na orbitę w 2013 roku, aby zachować ciągłość zbierania danych przez program Landsat, w związku z planowanym zakończeniem misji Landsat 5, tak aby Landsat 7 nie został jedynym czynnym satelitą programu. Misja Landsat 8 jest realizowana wspólnie przez NASA i United States Geological Survey. Jej zadaniem jest uzyskiwanie obrazów Ziemi w zakresie światła widzialnego, bliskiej i średniej podczerwieni. Dane z sondy są wykorzystywane w rolnictwie, edukacji, biznesie, nauce i dla celów rządowych. Pozwala także na śledzenie skutków klęsk żywiołowych, takich jak pożary i powodzie, wykorzystania ziemi i procesów, takich jak wulkanizm.
Landsat 8 porusza się po orbicie biegunowej (inklinacja 98°), nominalnie na wysokości 705 km.

## Instrumenty
Głównymi instrumentami na pokładzie satelity są Operational Land Imager (OLI) i Thermal InfraRed Sensor (TIRS); umożliwiają one obrazowanie powierzchni Ziemi z rozdzielczością do 30 m w świetle widzialnym i bliskiej podczerwieni, do 100 m w termicznej (średniej) podczerwieni i uzyskiwanie obrazów panchromatycznych z rozdzielczością 15 m. Dwa nowe zakresy obserwacji kamery OLI są przeznaczone do monitorowania chmur cirrus i zmian w obszarze wybrzeży; obserwacje urządzenia TIRS w termicznej podczerwieni prowadzone są w dwóch węższych zakresach, w porównaniu z jednym szerokim w satelitach Landsat 4–7.